# رولاند ستون
رولاند ستون (بالإنجليزية: Roland Stone)‏ هو مغني أمريكي، ولد في 12 أغسطس 1941، وتوفي في 22 ديسمبر 1999.